# シバムギ
シバムギ（Elytrigia repens）は、単子葉植物イネ科シバムギ属に属する雑草の一種。ヒメカモジグサともよばれることがある。

## 分布
原産地は地中海沿岸地方で、ヨーロッパ、北アフリカ、アジア（日本を含む）、オセアニア、南北アメリカにも分布する。
日本では明治初期に寒冷地用の牧草として導入されたものが脱出し、雑草化した。北海道から東北、関東、関西へ拡大し、九州まで分布する。畑地、草地、樹園地に生える。

## 特徴
多年生植物で、日当たりのよい場所を好んで生育する。草丈は60-100cm程度になり、葉は細長く、長さ5-15cmで幅3-8mmでざらつき、細い三日月形の葉耳があるが、葉舌はほとんど目立たない。種子と細長い根茎により繁殖する。根茎から茎を出し、根元から分かれて株をつくる。根茎には2-3cm間隔で節があり、それぞれの節に1つの休眠芽がある。花穂は長さ10-20cmで直立して伸び、柄のない小穂をつける。小穂には長さ8-10mmの小花を4-7個つけ、その開花の時期は7-8月。アレロパシー作用を有する。
耕うんなどの作業によって根茎が切断され、散布されることによって広がり、休眠が打破されて畑地や牧草地に繁茂する。

## 外来種問題
日本では牧草として積極的に利用されず、難防除雑草となっている。また、川岸などに生育する在来種の植物を駆逐する危険性もある。環境省指定の要注意外来生物類型4に指定されている。